# Valérie Ayena
Valérie Ayena de son vrai nom Denise Valérie Ayena, née le 7 mai 1991 à Yaoundé, est un mannequin et reine de beauté camerounaise, élue Miss Cameroun 2013.

## Biographie

### Enfance et formation
Valérie Ayena grandit à Douala. Elle est titulaire d’un Brevet de Technicien supérieur en communication obtenu au Cameroun en 2011. Elle poursuit ses études en communication à la City University College au Cap en Afrique du Sud. Au moment de son élection en tant que Miss Cameroun en 2013, elle y est étudiante en 3e année en Communication des entreprises.

### Mannequinat
Valerie Ayena fait ses premiers pas dans le mannequinat en 2011 lors du K-Walk 2011, évènement majeur de la mode au Cameroun. Elle est découverte par Jan Malan, producteur sud africain de défilés de mode qui décide de l'emmener Afrique du Sud où elle commence sa carrière.
En 2013, Valérie Ayena décide de participer au concours Miss Cameroun. Elle participe aux présélections pour la région du centre et est élue Miss Centre le 6 juillet 2013. Elle participe ensuite à la finale nationale et est élue Miss Cameroun 2013 le vendredi 9 août au Palais des congrès de Yaoundé. Elle porte le N°6 et mesure 1,80 mètre. Elle succède à Sophie Christine Ngnamgnouet, Miss Cameroun 2011. Elle participe au concours Miss Monde 2013, la première Miss Cameroun à prendre part à cette compétition internationale.

### Carrière
Après son année de Miss Cameroun, elle décide de reprendre sa carrière dans le mannequinat. En 2014, elle participe à la campagne Made of Black organisé par Guinness Cameroun. Elle décide par la suite de s'installer à Dubaï où vit son agent Gocha. Elle poursuit alors sa carrière de mannequin avec son agence MMG events Dubaï. En 2017, elle est choisie comme égérie de Cartier dans la campagne pour sa collection Cactus,. Au début de l'année 2019, elle signe un nouveau contrat avec l'agence de mannequin basé à Paris City Models. 
Depuis juin 2020, elle est présentatrice de l'émission, Le BHB Club, sur la chaîne de radion camerounaise Sweet FM avec Brice Albin . Elle est également directrice générale de son entreprise DAVHOLDINGS   qui fait dans l'événementiel et ambassadrice de la marque de champagne Luc belaire.  
Devenue icône de mode, elle signe en septembre 2021 un contrat de partenariat avec la branche Naja Talent Management de  Naja International Group   pour la gestion de son image ,.
En plus de la mode, elle se lance danse l'audiovisuel en devenant en 2017 membre du jury pour la catégorie Longs métrages internationaux et séries de l’événement organisé par le festival de cinéma international  Ecrans Noirs ,fondée par Basseck Ba Kobhio à la suite en 2018 marraine de Miss Ecrans Noirs et consultante au sein de l'équipe d'organisation des Ecrans Noirs la même année . En 2020, elle a rejoint la radio Sweet FM en tant que collaboratrice de brice albin à la matinale. En 2021, elle participe dans une des productions de Takam intitulée Les Délires de Takam saison 2 et 3 aux côtés d'Ulrich Takam, Rigobert Tamwa, Joys Sa'a et Cysoul.

### Articles Connexes
- Miss Cameroun
- Miss Cameroun 2013